# Turbo (pseudonyme)
Cet article court présente un sujet plus développé dans : Alice au pays des merveilles (bande dessinée).
Turbo est la signature collective de Turk et Bob de Groot.
Cette signature fut utilisée pour la bande dessinée Alice au Pays des Merveilles.